# Worek Węgla
Worek Węgla (ang. Coalsack) – nazwa ciemnej mgławicy, która ostro zaznacza się na tle Drogi Mlecznej w najmniejszym i najjaśniejszym zarazem gwiazdozbiorze, jakim jest Krzyż Południa. Mgławica leży obok gromady gwiazd zwanej Szkatułką. Rozciągając się do gwiazdozbiorów Centaura i Muchy, zajmuje obszar dwanaście razy szerszy od średnicy Księżyca w pełni, dzięki czemu dobrze widać ją nieuzbrojonym okiem i przez lornetkę.

Położenie mgławicy na mapie nieba

Mgławica należy do najgęstszych dużych obłoków materii międzygwiezdnej, stąd jej nazwa. Światło gwiazd znajdujących się za nią jest osłabiane aż o dwie wielkości gwiazdowe.

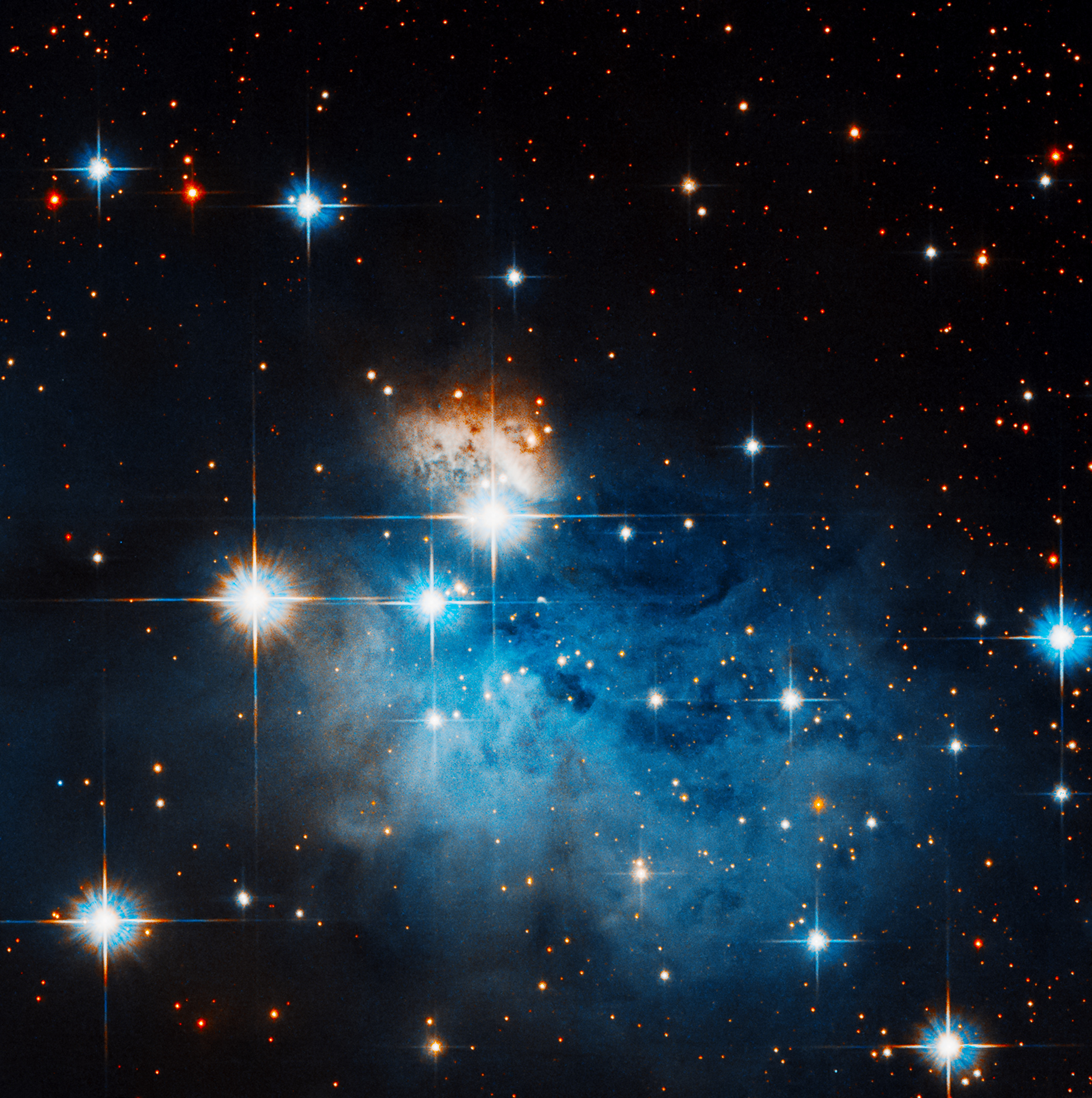
Mgławica protoplanetarna na obrzeżu Worka Węgla, zdjęcie z Kosmicznego Teleskopu Hubble’a

Absorpcja światła w obłoku wykazuje niewielką selekcję, co świadczy o tym, że Worek Węgla prawdopodobnie składa się z większych cząstek pyłu. Mgławica leży ok. 600 lat świetlnych od Ziemi.
W kulturze niektórych plemion Aborygenów australijskich ta ciemna mgławica to „głowa emu” – tak interpretowano pasma pyłu tworzące ciemne kształty na tle dysku Galaktyki, na odcinku między Krzyżem Południa a gwiazdozbiorem Skorpiona. To swego rodzaju nietypowa konstelacja – wyobrażona na podstawie układu nie gwiazd, lecz ciemnych obłoków materii międzygwiazdowej.